# 小花假糙苏
小花假糙苏（学名：Paraphlomis parviflora）为唇形科假糙苏属下的一个种。其种加词“parviflora”意为“小花的”。